# Brita von Horn
Brita Clara Alice Augusta Florence von Horn, född den 1 april 1886 i Stockholm, död den 14 februari 1983, var en svensk författare, regissör och teaterledare.
Hon grundade flera olika teatrar och var den första som satte upp Anton Tjechovs dramatik i Sverige. I början av 1930-talet startade hon Teatern på Sveavägen som dock gick i konkurs efter något år. 1940 var hon med och grundade Sveriges dramatikers studio tillsammans med Vilhelm Moberg och Helge Hagerman. Även Elsa Collin var engagerad i gruppen. Dramatikerstudions första program bestod av två texter: andra akten av Ebbe Lindes Brudsporre och Dicte Sjögrens Pappersväggen.
Som författare debuterade hon med renässansdramat Lucrezia (1912). 1917 hade hennes pjäs Kring drottningen premiär på Svenska teatern med Pauline Brunius och Gösta Ekman i huvudrollerna. Det blev en stor succé och von Horn hyllades som en lovande dramatiker. Den första svenska radioteaterföreställningen var hennes pjäs Kungens amour, som sändes den 11 januari 1925. Tillsammans med sin livskamrat Elsa Collin skrev de en pjäs baserad på von Horns roman Aschebergskan på Wittskövle. 
von Horn var 1930–1941 teaterrecensent vid Östergötlands dagblad samt knuten till Arbetet. Hon skrev artiklar och gav föreläsningar under hela sitt liv. Sedan 1960-talet bodde hon mer och mer i Skagen i Danmark i ett hus hon köpt för royaltyn hon tjänat på Kring drottningen. Där fortsatte hon driva Kammarteatern och idén om en samverkande nordisk teater.
Brita von Horn var dotter till kammarherre Henning von Horn och friherrinnan Florence Bonde. De tre är begravda på Solna kyrkogård.